# ISO 3166-2:BR
ISO 3166-2:BR is een ISO-standaard met betrekking tot de zogenaamde geocodes. Het is een subset van de ISO 3166-2 tabel, die specifiek betrekking heeft op Brazilië.
De gegevens werden tot op 15 november 2016 geüpdatet op het ISO Online Browsing Platform (OBP). Hier worden 26 staten - state (en) / État (fr) / estado (pt) – en 1 federaal district - federal district (en) / district fédéral (fr) / distrito federal (pt) - gedefinieerd.
Volgens de eerste set, ISO 3166-1, staat BR voor Brazilië, het tweede gedeelte is een tweeletterige code.

## Codes
| Code  | Naam                | Categorie         |
| ----- | ------------------- | ----------------- |
| BR-AC | Acre                | staat             |
| BR-AL | Alagoas             | staat             |
| BR-AP | Amapá               | staat             |
| BR-AM | Amazonas            | staat             |
| BR-BA | Bahia               | staat             |
| BR-CE | Ceará               | staat             |
| BR-DF | Distrito Federal    | federaal district |
| BR-ES | Espírito Santo      | staat             |
| BR-GO | Goiás               | staat             |
| BR-MA | Maranhão            | staat             |
| BR-MT | Mato Grosso         | staat             |
| BR-MS | Mato Grosso do Sul  | staat             |
| BR-MG | Minas Gerais        | staat             |
| BR-PA | Pará                | staat             |
| BR-PB | Paraíba             | staat             |
| BR-PR | Paraná              | staat             |
| BR-PE | Pernambuco          | staat             |
| BR-PI | Piauí               | staat             |
| BR-RJ | Rio de Janeiro      | staat             |
| BR-RN | Rio Grande do Norte | staat             |
| BR-RS | Rio Grande do Sul   | staat             |
| BR-RO | Rondônia            | staat             |
| BR-RR | Roraima             | staat             |
| BR-SC | Santa Catarina      | staat             |
| BR-SP | São Paulo           | staat             |
| BR-SE | Sergipe             | staat             |
| BR-TO | Tocantins           | staat             |